# 安藤麻実
安藤麻実（あんどう まみ、1987年11月24日 - ）は北海道岩見沢市出身で北海道を中心に活動するローカルタレント、漫画家、エッセイスト。

## 人物
身長163cm。（161.7cm）岩見沢東高等学校、北海道教育大学函館校卒業。北海道でモデルなどのローカルタレント活動を行い、2011年に「super美人時計コンテスト」グランプリ大会に出場し3位入賞、2012年には「ミス日本コンテスト」に出場し準ミス日本を受賞した。
2015年、KADOKAWA主催の第28回「コミックエッセープチ大賞」において自らのミス日本の経験を描いた「ミステイクのミスではありません」で入賞。これを2016年1月に「コミュ力低めでちょいオタな私が準ミス日本になるまで」（筆名はひらがなの「あんどうまみ」として）として単行本化される。またローカルタレントとして、CMやテレビ・ラジオの番組出演もある。

## 作品
- コミュ力低めでちょいオタな私が準ミス日本になるまで（2015年、KADOKAWA）
- ゆかりくんはギャップがずるい（2024年〜、ソルマーレ編集部）

## 出演番組

### TV
- 旅コミ北海道（2015～、テレビ北海道）
- ガリバーアウトレット（Air-G）

### CM
- 北海道電気保安協会
- Retty
- ラロッシュポゼ
- グノシー